# Johann Gotthard Böckel

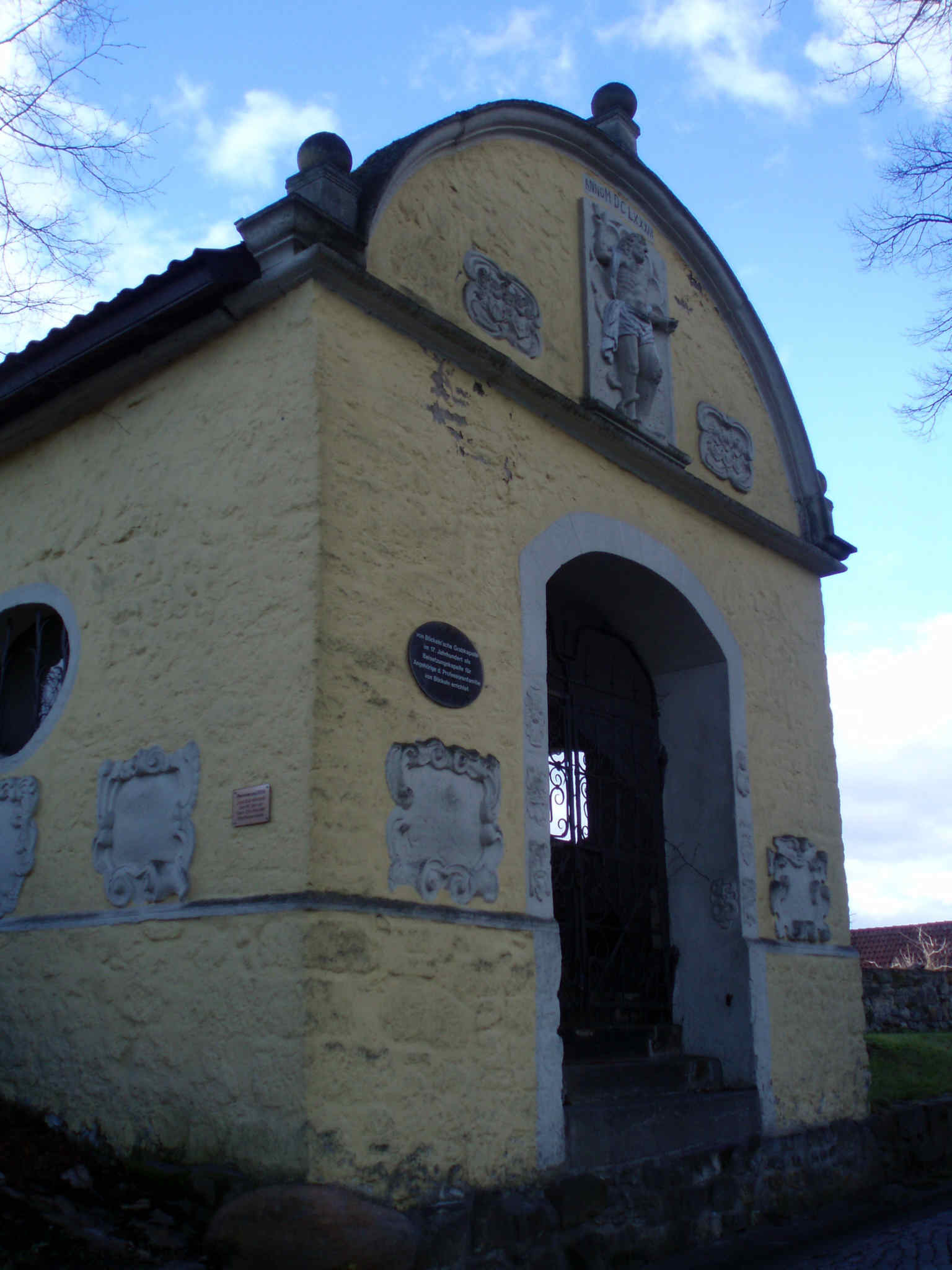
Grabkapelle der Familie von Böckel in Helmstedt

Johann Gotthard Böckel, auch: von Böckel, Boeckel, Böckell(en) (* 9. Juli 1645 in Ratzeburg; † 5. Februar 1702 in Helmstedt), war ein deutscher Rechtswissenschaftler.

## Leben
Der Sohn des Geheimrats und Kanzlers der königlich schwedischen Herzogtümer Bremen und Verden Martin von Böckel (1610–1688) und dessen Frau Judith Rosina Tancke, der Tochter des Dompropsts und Syndikus der Stadt Lübeck und dessen Frau Johanna Juliana Steuernagel, erhielt seine erste Ausbildung von Privatlehrern in Lübeck. Hier besuchte er die Stadtschule, reiste mit seinem Vater nach Holland und erhielt einen Hofmeister in Rotterdam. 1660 bezog er die Universität Rostock, wo er zunächst ein philosophisches Studium absolvierte.
Danach studierte er Rechtswissenschaften, wobei er die Vorlesungen von Hermann Lembke (1619–1674), Albert Willebrand der Ältere (1608–1681), Heinrich Rudolf Redeker (1625–1680) und Christian Woldenberg (1621–1674) besuchte. Seine juristischen Studien setzte er 1664 in Helmstedt und 1667 an der Universität Heidelberg bei Friedrich Böckelmann (1633–1681), Silvester Danckelmann (1601–1679) und Magnus von Wedderkop (1637–1721) fort.
Nach einer Bildungsreise durch die Oberrheinischen Länder, an die Universität Straßburg und die Universität Tübingen erwarb er am 25. Mai 1671 in Rostock das Lizentiat der Rechtswissenschaften. 1673 berief man ihn zum außerordentlichen Professor der Rechte an die Universität Helmstedt. Er promovierte 1675 in Rostock zum Doktor der Rechte und wurde am 27. September 1677 zusätzlich Professor der Ethik in Helmstedt. 1678 übernahm er eine ordentliche Professur für Feudalrecht und kanonisches Recht an der juristischen Fakultät in Helmstedt, die er bis an sein Lebensende versah. Zusätzlich war er Mitglied des Hofgerichts in Wolfenbüttel.
Seine am 15. Mai 1677 geschlossenen Ehe mit Hedwig Sophia, der Tochter des Helmstedter Professors an der juristischen Fakultät Johann Eichel von Rautenkron (1621–1688), blieb kinderlos. Von Böckels Grabstätte befindet sich in der sogenannten von Eichel-Böckelschen Grabkapelle auf dem Kirchhof der Helmstedter St.-Stephani-Kirche, in der unter anderem auch sein Schwiegervater Johann Eichel von Rautenkron ruht.

## Werke
- Theses Iuris Publici. Müller, Helmstedt 1673. (Digitalisat)
- Diss. iur. de obligatione universitatis secularis civilis ex contractu. Hamm, Heknsstedt 1686. (Digitalisat)
- Disputatio Inauguralis Juridica De Jure Ex Patientia Alterius Acquirendo. Hamm, Helmstedt 1696. (Digitalisat)
- Disputatio Inauguralis Juridica De Tertio Malae Fidei Possessore. Hamm, Helmstedt 1696. (Digitalisat)
- Tractatio Synoptica Juridica Politica Materia Valde Utilis Necessaria De Jure Hospitiorum Germanice von Gast-Recht. Struntz, Quedlinburg 1721. (Digitalisat)